# Маи-Ндомбе
Ма́и-Ндо́мбе (фр. Lac Mai-Ndombe; до 1973 года озеро Леопо́льда II) — пресноводное озеро в западной части бассейна реки Конго, на северо-западе Демократической Республики Конго. Длина составляет около 130 километров. Расположено на болотистой низменности. Площадь — 2300 км² (до 8200 км² в сезон дождей). На севере в озеро впадают такие реки как Лутои, Локоро, Олонго-Нсонго, Донго-Мбала, Олонголуле, Ханджа и др. Из озера Маи-Ндомбе вытекает река Фими, впадающая в левый приток Конго — Ква (приустьевой участок реки Касаи). Как и другие озёра бассейна Конго, Маи-Ндомбе является остатком гигантского бессточного озера, образовавшегося около 1 миллиона лет назад.
Маи-Ндомбе было обнаружено в 1882 году Генри Мортоном Стенли во время его исследовательской экспедиции 1879—1884 гг., организованной по заданию короля Бельгии Леопольда II, в честь которого и получило своё название. Переименовано в Маи-Ндомбе после получения Бельгийским Конго независимости в годы правления в этой стране диктатора Мобуту Сесе Секо.